# 張文炳
張文炳，京師河間府滄州（今河北省滄州市）人，清朝政治人物、進士出身。

## 生平
順治三年（1646年），登進士，授中書舍人。順治五年，任陝西鄉試副考官。順治九年，任江西道試監察御史，后巡視西城、督理京通二倉、巡視通惠閘河糧運事務。后任江西道御史。順治十一年，任陝西布政使司參議、分守河西道。順治十三年，任湖廣按察使司副使、分巡上湖南道。次年，改陝西按察使司副使、分巡河西道。順治十六年，任山東按察使司副使、分巡沂州兵備道。順治十七年，任江西布政使司參政，后兼任江西按察使司副使、分巡湖西道。后改任廣東布政使司參議。